# Daniel Olofsson
Daniel Olofsson, född 19 december 1977 i Skellefteå, är en svensk före detta professionell ishockeyspelare (forward).
Han har bland annat spelat för Piteå HC och Luleå HF under karriären.